# Xieqiao (köpinghuvudort i Kina, Zhejiang Sheng, lat 30,49, long 120,57)
Xieqiao är en köpinghuvudort i Kina. Den ligger i provinsen Zhejiang, i den östra delen av landet, omkring 47 kilometer nordost om provinshuvudstaden Hangzhou. Antalet invånare är 65 473. Befolkningen består av 32 584 kvinnor och 32 889 män. Barn under 15 år utgör 12,0 %, vuxna 15-64 år 74 %, och äldre över 65 år 12,0 %.
Runt Xieqiao är det tätbefolkat, med 613 invånare per kvadratkilometer. Närmaste större samhälle är Chongfu, 13,9 km väster om Xieqiao. Trakten runt Xieqiao består till största delen av jordbruksmark.
Genomsnittlig årsnederbörd är 1 912 millimeter. Den regnigaste månaden är juni, med i genomsnitt 316 mm nederbörd, och den torraste är november, med 74 mm nederbörd.